# Evelyn Verrasztó
Evelyn Verrasztó, född 17 juli 1989, är en ungersk simmare. 
Verrasztó tävlade för Ungern vid olympiska sommarspelen 2004 i Aten, där hon blev utslagen i semifinalen på 200 meter ryggsim. Vid olympiska sommarspelen 2008 i Peking tävlade Verrasztó i tre grenar (200 meter ryggsim, 200 meter medley och 4 x 200 meter frisim). Vid olympiska sommarspelen 2012 i London tävlade Verrasztó i fyra grenar (200 meter medley, 4 x 100 meter frisim, 4 x 200 meter frisim och 4 x 100 meter medley). 
Vid olympiska sommarspelen 2016 i Rio de Janeiro tävlade Verrasztó i två grenar (200 meter frisim och 4 x 200 meter frisim).